# Aglaia archboldiana
Espèce
Synonymes
- Aglaia archiboldiana (misspelling)[2]

Statut de conservation UICN

 VU D2 : Vulnérable
Aglaia archboldiana est une espèce de plantes à fleurs du genre Aglaia de la famille des Meliaceae, endémique des Fidji.

## Répartition
Aglaia archboldiana est endémique des Fidji, et n’est connue que de trois localités sur Viti Levu.